# 巴奇卡

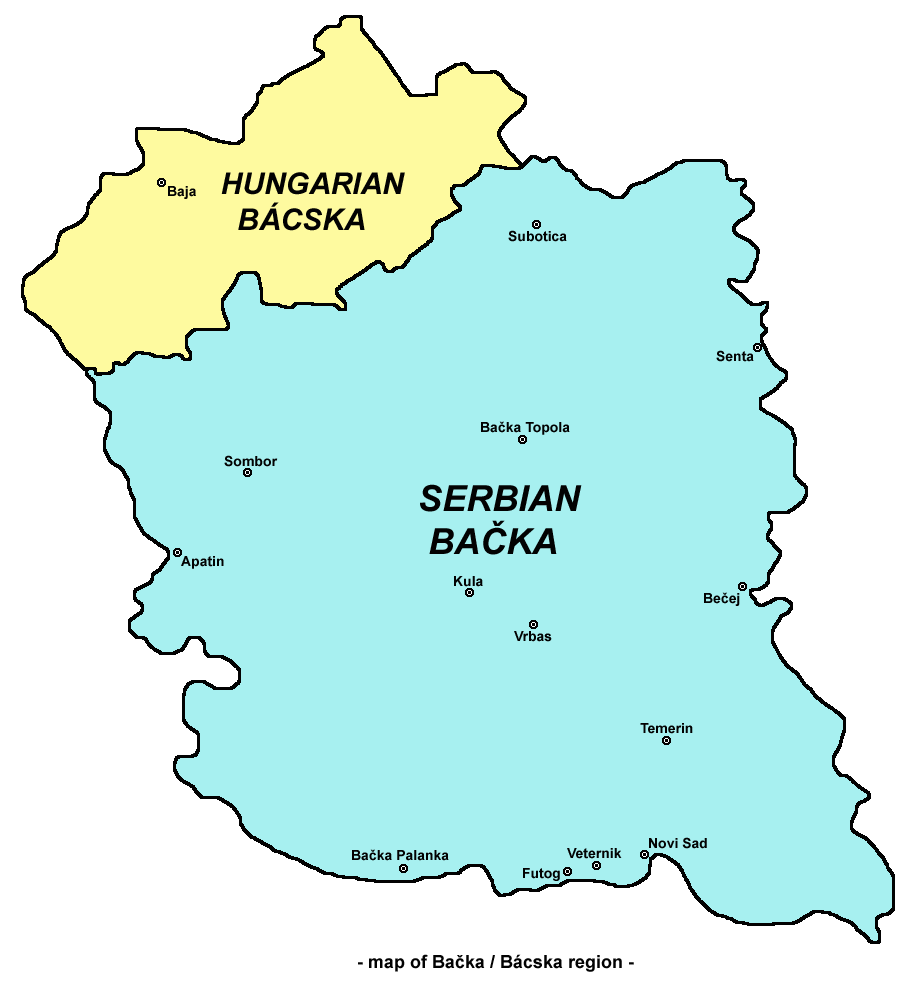
巴奇卡地圖，淺綠色部分屬塞爾維亞，黃色部分屬匈牙利

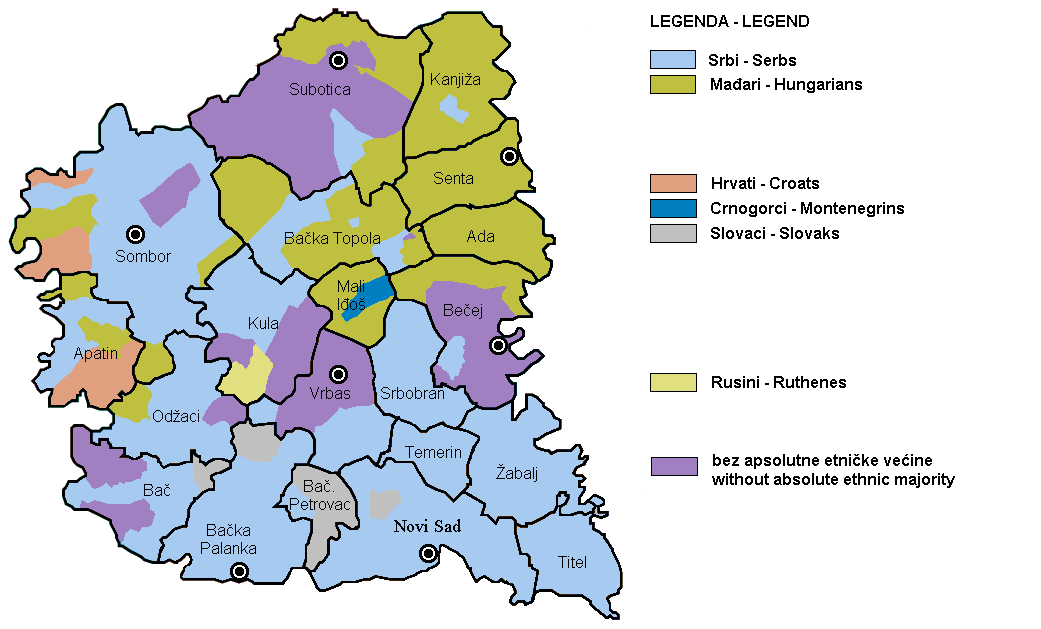
塞爾維亞一側在2002年時的民族分佈

巴奇卡（塞爾維亞語：Бачка或Bačka；匈牙利語：Bácska；克羅埃西亞語：Bačka；斯洛伐克語：Báčka）是位于潘諾尼亞平原的一個地區。其大部分屬匈牙利和塞爾維亞，還有一小部分屬克羅埃西亞（但自1991年起，屬克羅埃西亞的一部分實際由塞爾維亞統治）。目前在塞爾維亞統治部分的巴奇卡內劃有西巴奇卡區、南巴奇卡區和北巴奇卡區。在匈牙利一側的巴奇卡則多被劃入巴奇-基什孔州，還有一小部分被劃入巴蘭尼亞州。伏伊伏丁那首府諾維薩德位于巴奇卡地區。
1921年，在该地区短暂建立巴兰尼亚—巴亚塞尔维亚—匈牙利共和国。